# کریپتوکوکوس نئوفورمانس
کریپتوکوکوس نئوفورمانس (به انگلیسی: Cryptococcus neoformans) یا نهان‌گوییزه نوساز نوعی قارچ و مخمر است که در انسان موجب بیماری کریپتوکوکوزیس (نهان‌گوییزه) می‌شود.
کریپتوکوکوس نئوفورمانس یک قارچ مخمری کپسول‌دار است که دارای دو واریته neoformans و gattii است. این دو واریته، به روش‌های بیوشیمیایی و مولکولی از یکدیگر قابل شناسایی هستند.

## بیماری‌زایی
کریپتوکوکوس نئوفورمانس شبیه مخمرها بوده دارای کپسول پلی ساکاریدی است که در بیماری‌زایی آن نقش مهمی دارد. این قارچ در گیاهان، جانوران و در خاکی که آلوده به مدفوع پرندگان بخصوص کبوتر می‌باشد زندگی می‌کند. اگر هاگهای این قارچ توسط افراد استنشاق شود، عفونت ممکن است در ریه‌ها ایجاد شود یا اینکه در افراد با ضعف ایمنی ممکن است این قارچ وارد خون شده و تمام قسمتهای بدن منتشر گردد (بویژه به مغز، پوست و استخوانها).
این بیماری به عنوان یک عفونت فرصت طلب در بیمارانی با ضعف ایمنی مانند ایدز، لنفوم هوچکین، سارکوئیدوز و شیمی درمانی دیده می‌شود.